# Deimantas Narkevičius
Deimantas Narkevičius (1964 a Utena, Lituània) és un artista que actualment viu a Vílnius i treballa bàsicament amb cinema, vídeo i escultura.
Va estudiar escultura a l'Acadèmia d'Art de Vílnius. Va començar en el món del vídeo i del cinema durant la dècada de 1990. Fa servir narratives diferents jugant amb la línia de temps, intentant demostrar l'evolució i la gestió de la memòria i de la imaginació per part de la societat contemporània. La seva obra es veu influenciada pel procés de desintegració de l'URSS i el de formació de nous estats post-socialistes, i per altres dos artistes lituans, Jonas Mekas i George Maciunas.
Les diferències entre les imatges i les narracions denoten una subjectivitat documental molt evident. Moltes vegades els testimonis dels seus vídeos no apareixen per pantalla. Parlen mentre es mostren objectes, cadires, dibuixos o qualsevol altre element sustitutiu. El 2008 es va realitzar la seva primera retrospectiva mundial al Museo Nacional Centro de Arte Reina Sofía, comissariada per Chus Martinez.

## Obres destacades
- 1997 - Europe 54º- 25º19′
- 2000 - Energia de Lituania
- 2003 - Scena
- 2005 - Matrioskas
- 2007 - Tornada a Solaris
- 2007 - El cap

## Exposicions rellevants
- 2010 - 29a Biennal de Sao Paulo, Sao Paulo,
- 2009 - BFI Southbank Gallery, Londres
- 2009 - Biennal Internacional d'Istanbul, Istanbul,
- 2008 - 'La vida unánime, Museu Nacional Centre d'Art Reina Sofia, Madrid.
- 2008 - Secessió de Viena
- 2008 - Biennal de Venècia
- 2011 - You're not alone, Fundació Joan Miró, Barcelona.[4]

## Premis i reconeixements
- 2008 - Premi Vincent Van Gogh, concedit pel Museu Stedelijk